# Meniscium consobrinum
Meniscium consobrinum är en kärrbräkenväxtart som först beskrevs av William Ralph Maxon och C. V. Morton, och fick sitt nu gällande namn av Pichi-serm. Meniscium consobrinum ingår i släktet Meniscium och familjen Thelypteridaceae. Inga underarter finns listade.